# Zenderen

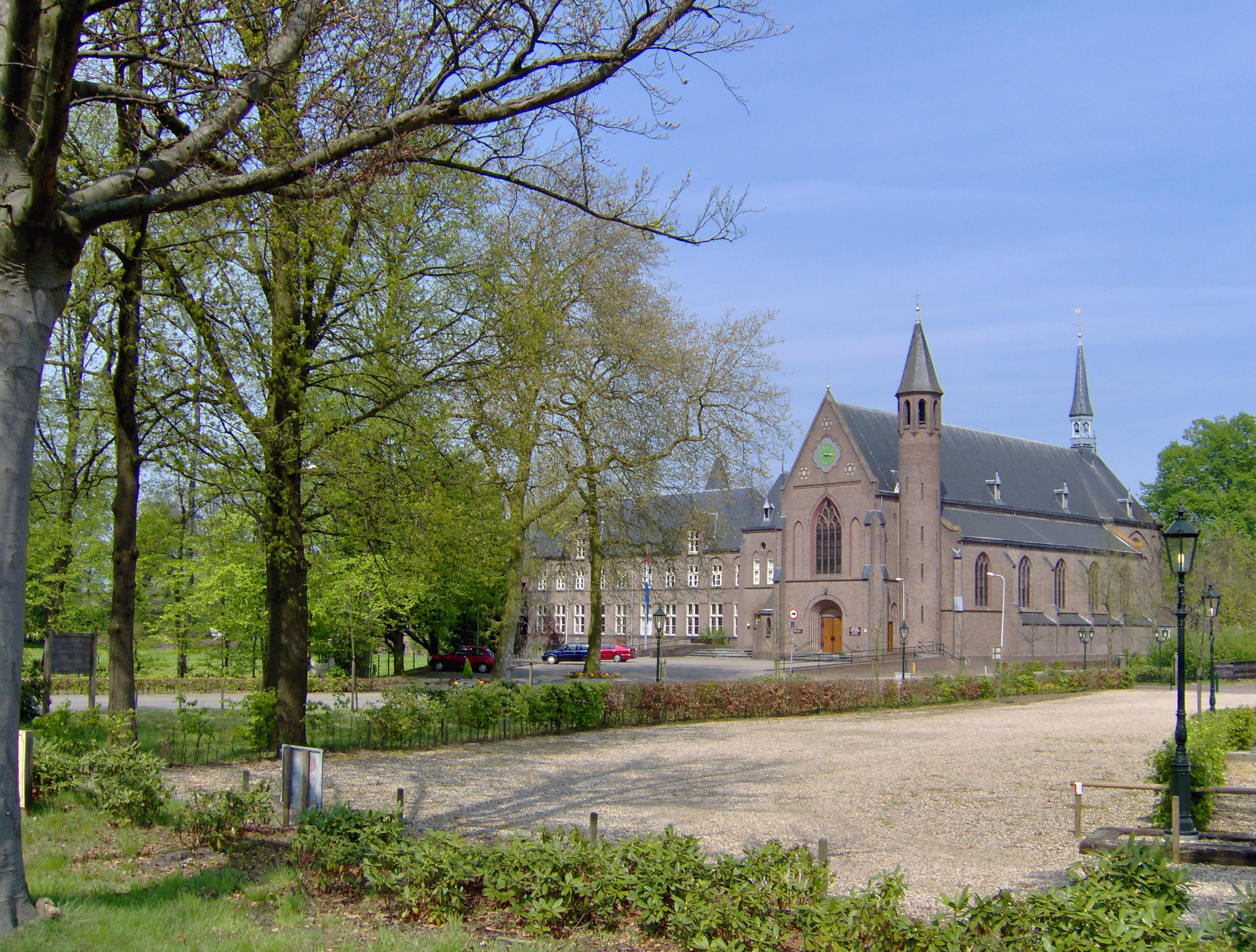
Convento da Ordem do Carmo de Zenderen

Zenderen (52° 19′ N, 6° 43′ L) é uma cidade dos Países Baixos, na província de Overijssel. Zenderen pertence ao município de Borne, e está situada a 6 km sudeste de Almelo.
Em 2001, a cidade de Zenderen tinha 824 habitantes. A área urbana da cidade é de 0.33 km², e tem 299 residências.
A área de Zenderen, que também inclui as partes periféricas da cidade, bem como a zona rural circundante, tem uma população estimada em 1320 habitantes.